# Красный Профинтерн (платформа)
Кра́сный Профинте́рн — остановочный пункт (платформа) Московской железной дороги на территории Бежицкого района города Брянска.
Платформа расположена на двухпутном участке линии, действует в магистральном режиме. Оба пути электрифицированы. На «Красном Профинтерне» останавливаются все проходящие пригородные поезда (10—12 пар ежедневно). Имеются две боковые платформы для посадки и высадки пассажиров. Техническое состояние исправное, имеются навесы.
Название платформы происходит от прежнего названия Брянского машиностроительного завода, которое тот носил на момент возникновения платформы.